# Buljkeski dinar
Buljkeski dinar bila je moneta koja je poslije Drugog svjetskog rata, u razdoblju od 1945. do 1949. godine, korištena kao sredstvo plaćanja u Grčkoj općini u Vojvodini, u sastavu FNR Jugoslavije.
Ova privremena autohtona zajednica, Buljkeska općina ili “republika” bila je eksteritorijalna komuna Grčke u selu Buljkes (današnji Maglić), u okolici Bačkog Petrovca, s oko 4.300 doseljenika. U njoj su važili grčki zakonski propisi, i sustav novčanica, koje je vlada FNR Jugoslavije priznavala.
U optjecaju su bile novčanice u apoenima 1 (postojanje apoena od 1 dinar nije potvrđeno) 10, 20, 50, 100, 500, 1000 dinara. Novčanice koje su nosile oznaku komune, bile su optjecaju do 1949. godine, kada je konačno Grčka općina u vojvodini ugašena.
Od 1945. do 1949. godine, u optjecaju su bile novčanice u ukupnom iznosu od 9.253.255 dinara. Količina Buljkeskog dinara bila je jednaka ukupnom zbroju zarade svih zaposlenih u općini.
Ovaj izuzetak iz nadležnosti jedne države, uključujući i tiskanje i protok novčanica unutar jedne suverene države bio je bez presedana u državničkoj praksi u svijetu.